# InformConsulting
ТОО «InformConsulting» — казахстанский системный интегратор одна из 25 быстрорастущих компаний Казахстана по версии Forbes 2016 года.
«InformConsulting» входит в «ТОП-60 IT компаний Казахстана» согласно реестру казахстанских ИТ компаний.

## История компании
Компания «InformConsulting» была создана в 2004 году. Основным видом деятельности компании была разработка информационных систем для медицинских организаций.
Основные направления деятельности сегодня: обеспечение информационной безопасности всех реализуемых систем, управленческая аналитика, системная интеграция, облачные решения специальные решения для банков, энергетических и телекоммуникационных компаний, предприятий нефтегазового сектора и торговли, территориально-распределенных медицинских организаций.
В 2013 году «InformConsulting» становится крупнейшим поставщиком антивирусных решений в Центрально-Азиатском регионе и получает наивысшие партнёрские статусы от ведущих антивирусных разработчиков.
В 2012 году компания совместно с Центром по контролю и профилактике заболеваний США (Centers for Disease Control and Prevention) занимается разработкой информационной системы мониторинга острой-респираторной вирусной инфекции в Республике Казахстан и Кыргызстан. В этом же году организация начинает комплексную автоматизацию службы крови Республики Беларусь.
В 2014 году «InformConsulting» становится членом международной организации «Health Level Seven International» (HL7).
2016 год, участие в рейтинге «25-быстрорастущих компаний Казахстана» в 2016 году, где компания заняла 7-е место среди отечественных организаций по мнению Forbes Kazakhstan.
В этом же году впервые компанией «InformConsulting» был разработан и внедрён инновационный сервис для новорожденных в Республике Казахстан.
.
В декабре 2017 года «InformConsulting» становится номинантом на национальную премию Президента Республики Казахстан «Алтын Сапа», за достижение организацией значительных результатов в области качества продукции и услуг.
В 2018 году Генеральный директор группы компаний «InformConsulting» Анатолий Свищев - финалист международного конкурса EY «Предприниматель года 2018» в Казахстане в категории «Сделано в Казахстане».
В 2019 году InformConsulting становится первым и единственным партнером Atlassian в Республике Казахстан.
В сентябре 2020 года, компания InformConsulting повысила свой уровень партнерства Atlassian. Теперь компания является уникальными и единственными в Средней Азии Gold партнерами Atlassian.
В первом квартале 2021 года, компания InformConsulting получила специализацию сертифицированного провайдера услуг – Check Point Certified Collaborative Support Provider (CCSP), благодаря которой стала доступна первая линия технической поддержки продуктов Check Point.
В 2022 компания Inform Medical в составе Группы компаний InformConsulting стала резидентом крупнейшего международного технопарка IT-стартапов - Astana Hub и вошла в состав IT-кластера.

## Основные направления деятельности
- продажа и поддержка решений по антивирусной и информационной безопасности
- продажа, оказание поддержки и консультации по программным офисным решениям
- поддержка и обслуживание сайтов и crm Битрикс[9]
- поддержка и развитие корпоративных сетей
- построение информационных систем «под ключ»
- ИТ- аутсорсинг
- ИТ-консалтинг
- внедрение Agile
- разработка программного обеспечения под заказ
- разработка специализированных программных решений для медицинских структур